# Hughes Airwest
Hughes Airwest — ныне упразднённая американская авиакомпания. Была образована в 1968 году под первоначальным названием Air West (с англ. — «Воздушный Запад»), но достаточно скоро была приобретена известным миллиардером Говардом Хьюзом, в связи с чем сменила имя. Работала на западном побережье США, а также на отдельных направлениях в Мексику и Канаду. После принятия в 1978 году закона о дерегулировании авиакомпаний Hughes Airwest не смогла приспособиться к возникшим условиям свободного рынка и в 1980 году была приобретена Republic Airlines.

## Air West
К середине 1960-х годов на западном побережье США, особенно в штате Калифорния, среди авиаперевозчиков была жёсткая конкуренция. И чтобы выстоять в этой борьбе небольшие компании начали объединяться. Так в середине 1967 года по одобрению Совета по гражданской авиации (CAB) были начаты переговоры, которые 17 апреля 1968 года завершились соглашением о слиянии трёх работающих в данном регионе местных (региональных) авиакомпаний:
- Pacific Air Lines (бывшая Southwest Airways) — возникшая в 1941 году и имеющая штаб-квартиру в Сан-Франциско (Калифорния), данная компания обслуживала побережье и центральную Калифорнию, а её маршруты полётов простирались от Медфорда (Орегон) до Южной Калифорнии. На 1968 год в её флоте эксплуатировались самолёты Boeing 727-100 и Fairchild F-27.
- Bonanza Air Lines — возникшая в 1945 году и имеющая штаб-квартиру в Финиксе (Аризона), данная компания обслуживала маршруты, которые простирались от Финикса на запад до Южной Калифорнии и на север до Лас-Вегаса, Рино и Солт-Лейк-Сити. На 1968 год в её флоте эксплуатировались самолёты Douglas DC-9-10 и Fairchild F-27, а также ожидалась поставка заказанных ранее Douglas DC-9-30.
- West Coast Airlines — возникшая в 1941 году и имеющая штаб-квартиру в Сиэтле (Вашингтон), данная компания обслуживала тихоокеанский северо-запад, выполняя полёты в Айдахо, Вашингтон, Монтану, Орегон, Юту и северную Калифорнию. На 1968 год в её флоте эксплуатировались самолёты Douglas DC-9-10, Fairchild F-27 и Piper PA-31 Navajo; также числились уже устаревшие Douglas DC-3, однако при слиянии компаний эти авиалайнеры были исключены из флота.

1 октября 1968 года новообразованная компания получила имя Air West, а её штаб-квартира заняла два здания в Сан-Матео (пригород Сан-Франциско). Кроме собственно аэропорта Сан-Франциско, главным хабом стал и аэропорт Скай-Харбор города Финикс, так как в нём расположились основные мощности для ремонта самолётов. Флот Air West изначально состоял из 3 B727-100 (эксплуатировались в Pacific), 9 DC-9-10 (эксплуатировались в Bonanza и West Coast) и 34 F-27 (эксплуатировались во всех трёх); новыми самолётами, которые поступили во флот Air West уже после её образования, стали DC-9-31, заказанные Bonanza ещё до слияния.
Air West имела обширную сеть маршрутов и достаточно крупный воздушный флот, но такой потенциал не оправдался, так как только за первый год компания имела убытки в 20 миллионов долларов, несмотря на субсидирование. К тому же ввод новой компьютерной системы бронирования обернулся разгромной критикой по её работе, что значительно ударило по престижу предприятия. Судьба новой компании казалась бы была предрешена, когда неожиданно ей заинтересовался миллиардер Говард Хьюз, который до 1966 года являлся основным акционером авиакомпании Trans World Airlines (TWA), но спустя всего несколько лет решивший снова вернуться в авиацию. В августе 1968 года были начаты переговоры между Air West и Hughes Tool Company о приобретении 3,7 миллиона акций авиаперевозчика, каждая стоимостью 22 доллара, а общая сумма сделки была около 80 миллионов долларов. В июле 1969 года стороны пришли к соглашению.

## Hughes Airwest
3 апреля 1970 года Говард Хьюз чуть менее чем за 90 миллионов долларов стал владельцем Air West; последняя в связи с этим теперь стала называться Hughes Air West (позывной — Hughes-Air). К тому времени трёхдвигательные B727-100 были заменены на более экономичные двухдвигательные DC-9-31; вместе с новым руководством это поспособствовало тому, что авиакомпания стала прибыльной.

6 июня 1971 года происходит единственная катастрофа в истории авиакомпании. Douglas DC-9-31 борт N9345 (заводской номер — 47441, серийный — 507) выполнял пассажирский рейс RW706 из Лос-Анджелеса в Солт-Лейк-Сити, когда спустя примерно 9 минут после вылета посреди ясного неба в него врезался истребитель F-4B Phantom II Корпуса морской пехоты, после чего оба самолёта упали на землю. Жертвами происшествия стали 50 человек — все 49 на борту «Дугласа» (44 пассажира и 5 членов экипажа) и лётчик истребителя; бортоператор РЛС, который был вторым членом экипажа истребителя, успел катапультироваться и выжил
После трагедии рейса 706 было принято решение о ребрендинге, который также должен поднять имидж авиаперевозчика. Для этого Хьюз пригласил своего старого знакомого, с которым работал достаточно длительное время — дизайнера Марио Зампарелли. С 28 сентября 1971 года компания стала именоваться Hughes Airwest (с англ. — «Авиазапад Хьюза»), а её самолёты, кроме крыла и горизонтального хвостового оперения, теперь окрашивались в однотонную жёлтую ливрею (схожая ливрея, но другой палитры, в 1966 году была применена авиакомпанией Braniff), которая стала вызовом «фруктовой» ливрее основного конкурента — лоукостера Pacific Southwest Airlines. На вертикальном стабилизаторе появилась новая эмблема — 3 синих алмаза, соединённых перемычкой, которые также напоминали инициалы Хьюза (HH), а синяя надпись «Hughes Airwest» была размещена нетрадиционно под иллюминаторами. Что до иллюминаторов, то их окантовка, как и фонаря кабины, первоначально имела отделку майларом, однако впоследствии выяснилось, что это покрытие при регулярном обновлении оказывается весьма затратным, поэтому от него вскоре отказались. Форма стюардесс также была выполнена в жёлтом цвете. Сам Хьюз называл цвета авиакомпании «Жёлтый Сандэнс» и «Синий Юниверс», но общественность достаточно быстро прозвала жёлтые самолёты «летающими бананами». В результате 1 июля 1976 года Hughes Airwest даже запустила рекламную акцию под названием «Лучший банан на Западе» (англ. Top Banana in the West).
В середине 1970-х в компанию поступают уже более вместительные Boeing 727-2M7, а на маршрутах стали убирать промежуточные остановки в небольших аэропортах, что в те годы являлось распространённой практикой, так как позволяло сократить время полётов между крупными городами. Hughes Airwest начала делать ставку именно на увеличение числа международных рейсов, особенно в Мексику, при отказе от ряда внутренних, которые перешли ей «по наследству» от предшественников. В 1977 году начали выполняться полёты в Денвер (штат Колорадо).
24 октября 1978 года президент Джимми Картер подписал «Закон о дерегулировании авиакомпаний». Отныне американская авиация переходила к свободному рынку, то есть каждая компания могла выбирать маршруты полётов по своему усмотрению, а также самостоятельно назначать цены на билеты. Помимо этого, государство прекратило субсидировать региональных авиаперевозчиков, что на фоне проходившего в то время нефтяного кризиса и высоких цен на авиатопливо значительно сокращало чистую прибыль последних. Для авиакомпании Хьюза это было начало конца (сам Говард Хьюз умер за два с половиной года до этого — 5 апреля 1976 года), так как из-за резко возросшей конкуренции, различных трудовых споров и без государственной поддержки она перестала получать прибыль. В 1979 году из флота были выведены турбовинтовые Fairchild, после чего Hughes Airwest стала рекламировать себя как полностью реактивную авиакомпанию, однако в том же году она понесла убытки на 20 миллионов долларов. В сентябре 1979 года компанию покинули кассиры, операторы по бронированию и офисные сотрудники, так как их контракты не продлевались уже больше года, в связи с чем полёты были приостановлены. В конце октября забастовка сотрудников прекратилась, а в ноябре полёты возобновились.
В 1979 году сразу несколько авиакомпаний выразили желание приобрести Hughes Airwest, в том числе Alaska Airlines и Allegheny Airlines (в том же году была преобразована в USAir). В марте 1980 года такие переговоры начала вести уже Republic Airlines (была образована за полгода до этого слиянием North Central Airlines и Southern Airways), по результатам которых стороны пришли к соглашению. Итоговая стоимость сделки составила 38,5 миллионов долларов, а 1 октября 1980 года Hughes вошла в состав Republic.